# Smile, Darn Ya, Smile!
Pour plus de détails, voir Fiche technique et Distribution.
Smile, Darn Ya, Smile! est un cartoon Merrie Melodies réalisé par Rudolf Ising en 1931.

## Synopsis
Foxy est un conducteur de chariot qui a des problèmes avec une très grosse dame hippopotame ne pouvant pas entrer dans le véhicule. Il la « dégonfle » pour qu'elle puisse passer, mais celle-ci se vexe et part, laissant le conducteur reprendre la route. Foxy fait ensuite monter sa petite amie renarde qui attendait au bord des rails et lui fait faire un tour. En cours de route, le véhicule est bloqué par une vache hautaine portant une robe et des lunettes, et qui refuse de les laisser passer. Un groupe de sans-logis à proximité chantent la chanson titre pour redonner le sourire à Foxy tandis que celui-ci, agacé, essaie de déplacer la vache. Il fait finalement passer le chariot en dessous de cette dernière, la dépasse et continue son chemin.
Le chariot descend ensuite une colline et devient incontrôlable ; Foxy essaie de l'arrêter, mais les freins ne fonctionnent pas. Enfin, le chariot s'échappe d'une falaise, jetant Foxy directement dans l'objectif de la caméra... puis il tombe du lit, se réveillant de ce qui s'est avéré être juste un cauchemar. La radio à côté de son lit joue la chanson titre, ce qui agace Foxy qui écrase la radio avec un poteau de lit.